# Guds transcendens
Guds transcendens (från latin transcendere, överskrida eller övergå; på svenska används också översinnlighet) betecknar Guds fullkomligt annorlunda väsen i förhållande till den värld i vilken vi lever. Människor, djur, träd, stenar och vatten är immanenta (latin immanere, förbi i eller vid; på svenska även inneboende), alltså deltagande i och begränsade till världen. Detta kan också uttryckas som att vi begränsas av dimensionerna rum och tid, medan Gud inte gör det. Den transcendente Guden befinner sig i en verklighet som övergår eller transcenderar världen och dess begränsningar.
Ofta beskrivs den hinsides världen som oändlig och tiden som utan början och slut, men det som åsyftas är snarare en total frånvaro av tid och avsaknad av avstånd. Det som finns där är dimensionslösa storheter som "kärlek", "tro", "empati" osv. Det är också egenskaper vi (om vi nu är troende) vill utveckla i jordelivet för att förbereda våra själar på livet efter den fysiska kroppens död. Bahá'u'lláh – bahá'í-trons grundare – beskriver våra själar som av samma övernaturliga beskaffenhet som Gud , och om Guds transcendens skriver han: 
| ” | Betrakta den ende sanne Guden såsom en som är skild från och omätligt upphöjd över alla skapade ting. Hela universum återspeglar Guds härlighet, medan Gud själv är oberoende av och höjer sig över sina skapelser (...) Den ende sanne Guden har existerat i en evighet och kommer att fortsätta att existera i en evighet. | „ |

Transcendensen kan gälla antingen Guds väsen eller själva kunskapen om Gud. Gud kan uppfattas som bortom allting och alltså tillhörande en annan sfär, från vilken han kan nå oss, men vi inte kan nå honom. Han kan också föreställas vara nära, men överskridande förnuftets gränser, varav följer att han är ofattbar för oss i sig själv och till sin natur eller sitt väsen. Frågan om dessa två betingar varandra, om den verklighet han så att säga lever i över huvud taget är tillgänglig för timliga varelser, har fått olika svar i olika tider, religioner och kulturer.

## Transcendens inom olika religioner
Immanens och transcendens är inte absolut motsatta varandra. Inom hinduismen finns det läroskolor som hävdar att det gudomliga både är utanför och innanför – att allt genomsyras av Gud, utan att för den skull vara Gud (vilket skulle innebära panteism). Vissa traditioner, som till exempel advaita ("odelad" – med vilket avses den yttersta verkligheten som är alltså är en monad), betraktar Gud som utan några som helst attribut, inte ens gudomlighet. Eftersom hans transcendens är total kan ingenting sägas om honom – han är Nirguna, bortom beskrivning. Det finns också en mera personlig gudsbild i bhakti, den ”karismatiska” formen av hinduism. Där är Gud Sarguna och kan tilltalas, som Vishnu eller Rama (i den extatiska krishnadyrkan, startad av Chaitanya-deb på 1600-talet, innebär emellertid föreningen i kärlek med Krishna ett slags överskridande av medvetenhetens gränser, alltså transcendens). 
I Bhagavad Gita beskrivs transcendensen på ett annat vis. Prinsen Arjuna måste kämpa mot släktingar och vänner i ett stort slag och tvekar inför uppgiften, men han stärks av Krishna, som visar sig för honom som en krigare. Ett långt samtal äger rum innan slaget, under vilket Krishna avslöjar sanningen för Arjua: att man måste utföra sitt verk utan att tänka på resultaten, utan att tänka på sig själv, därför att det är i den fullkomligt oegennyttiga dharma (plikt, religion, uppgift) som det sanna överskridandet finns. Transcendensen får en asketisk och moralisk karaktär. Människan måste överkomma sina djuriska känslor av begär, rädsla och känslomässiga förbindelser (båda goda och onda: Arjuna tvekade att gå ut och slå ihjäl sina kusiner) för att nå den fullkomliga frihet som sammanfaller med sanningen och därmed med den yttersta verkligheten, Gud. 
Buddhismen, ett utskott från hinduismen, anses ofta har en starkt transcendent karaktär. Det kan emellertid diskuteras av vilket slag denna transcendens är, eftersom buddhismen inte räknar med någon gudom. Somliga har av det skälet velat kalla religionen för ateistisk, inte nödvändigtvis i nedsättande bemärkelse, men detta har relativt nyligen väckt ont blod hos vissa. I synnerhet reagerade ett antal buddhister på Sri Lanka ganska våldsamt när påven Johannes Paulus II beskrev buddhismen i dessa termer under en intervju på 1990-talet. Bortsett från ”Rena Landet” och Vajrayana, där hinduiskt präglade gudomligheter förekommer, är dock buddhismen en religion utan gudom. Transcendensen förläggs därmed helt till människan inre, som i zen, där man eftersträvar att spränga den mentala vallen genom ihärdig meditation och nå ut i en bortomtillvaro där motsatserna tycks sammanfalla och en annan logik råder. 
Även om det finns en stark upplevelse av det heliga (i Rudolf Ottos bemärkelse) i de så kallade primitiva religionerna kan det gudomliga, som där ofta är svårt att särskilja från magi och naturkrafter, betraktas som immanent. Det är skapelsens, fruktbarhetens och dödens krafter, alltså inomvärldsliga. 
Inom judendomen, islam och bahá'í är Guds transcendens absolut.  Reflektionen över verklighetens natur är inom islam främst utvecklad i den sufiska grenen, där metafysiska spekulationer förekommer i rikligt mått. 
Sufismen anammar generellt talat islams absoluta transcendens, men förenar den med en nyplatoniskt inspirerad mystik som också, i synnerhet hos Suhrawardi den halshuggne, Mulla Sadra och Ibn 'Arabi drar från den förislamiska iranska ljusmystiken av mazdéiskt ursprung. Somliga har anat spår av ett indiskt inflytande från Sankaracharyas monism (främst via Abu Yazid Bastami), men detta är starkt ifrågasatt. För en utomstående förefaller sufismens gudsuppfattning starkt präglad av emanantism och panenteism, men att det skulle vara så förnekas vanligen av sufierna själva. 
Nyplatonismen är den antika lära som drivit läran om Guds transcendens längst och den har haft ett djupt och bestående inflytande både på islam och kristendomen. Enligt Plotinus är den Ene, den utifrån allting har kommit, så fullkomligt utanför allting att mystikern, i sina ytterst sällsynta möten med den yttersta verkligheten, helt enkelt upphör att finnas till, för att efter extasen återkomma till sig själv. Den Ene och Ende kan inte ses, höras, kännas eller ens upplevas: att uppleva den Ende innebär att vara den Ende. Detta modifierades av kristna författare (men överfördes som sagt i mer eller mindre oredigerat skick till den islamiska mystiken). 
Inom kristendomen gav inkarnationen av Guds Son en helt annan ram åt reflektionen och tillät en unik form av dialektik mellan den absoluta transcendensen och den mystika immanens som påträffas i de orientaliska religionerna. Dionysios Areopagita, en stor kristen mystiker av tydlig nyplatonisk inspiration från 500-talet gjorde följande beskrivning av hur de kristna teologerna uppfattar gudomen: 
Han är namnlös, ty de minns att den Gudomlige själv, i en av de gåtfulla syner som han på symboliskt vis uppenbarar sig i, tillrättavisade den som frågade honom: ”Vad är ditt namn”? (1 Mos 32:29) och ledde honom bort från den kunskap som uttrycker sig i namn med orden: ”Varför frågar du efter mitt namn? Det är alltför underbart” (Dom 13:18). Och sannerligen, är det inte underbart, detta namn över alla namn, det namnlösa namnet som övergår ”alla namn som kan nämnas inte bara i denna tidsålder utan också i den kommande” (Ef 1:21)? Han har alla namn, ty de uppmärksammar att han säger om sig själv: ”Jag är den jag är” (2 Mos. 3,14) eller Liv, Ljus, Gud, Sanning, och att de som känner Gud firar alltings Ursprung med många olika namn, dragna från hans verk - Godhet, Skönhet, Vishet … Livgivare, Intelligens … Den Gamle av dagar, Evig Ungdom, Frälsning, Rättvisa, Helgelse, Befrielse, och som en som övergår all väldighet och kommer till människan som en mild fläkt. Dessutom förkunnar [teologerna] att detta gudomliga Ursprung … finns på en gång mitt i världen och bortom himmel, sol, stjärna, eld, vatten, vind, dagg, moln, klippa, sten; det är kort sagt allt som finns och ingenting av det som finns. Detta alltings Ursprung som övergår allting är alltså på en gång namnlöshet, som passar honom, och alla varelsers namn … Redan i förväg finns alla väsen i honom … och det är därför som man kan prisa honom och nämna honom utifrån varje skapad varelse.
Då Jesus Kristus mycket snabbt började uppfattas såsom stående i ett unikt gemenskapsförhållande till sin ”Fader”, alltså Israels och judendomens Gud, utvecklade sig omkring denna paradox en filosofisk-mystik lära om Guds väsen. Det är läran om Treenigheten, och det är den som kröner och avslutar kristendomens undervisning om Guds transcendens. I denna har nämligen hela den ursprungliga och gammaltestamentliga uppfattningen om Guds väldighet och ofattbarhet bevarats och till och med förstärkts med hjälp av den grekiska filosofin och nyplatonismens bidrag. Samtidigt förkunnas att Gud är fysiskt närvarande i nattvarden (se transsubstantiation) varje gång den firas och att Jesus så fullkomligt identifierar sig med fattiga, förföljda och lidande människor att varje människas individuella frälsning hänger på hur hon har betett sig gentemot dessa (jfr liknelsen om den yttersta domen i Matt 25). Eftersom Jesus förklarade att ”den som har sett mig har sett Fadern”, alltså Gud, har kristendomen alltid ansett det möjligt att utforska Guds väsen så långt det går. Det som gör att detta på intet vis hotar Gud i hans helighet är själva hans storhet: Oändligheten, skriver Maximus Bekännaren, är utan tvivel något som tillhör Gud, men det är inte Gud själv, ty han är oändligt mycket större.
I det kristna sammanhanget försätts Guds transcendens i mötet mellan den enskilda personen och Gud, som kommer till människan och förenar sig på något sätt med hennes egen transcendens som person. Gud är personlig, en Gud som uppenbarar sig och som man inte kan lära känna utanför hans uppenbarelse. Men denna kännedom går bortom gränserna för förnuftet och Gud förblir i sin närhet fullkomligt fjärran, i sin ouppnåelighet fullkomligt tillgänglig. På detta vis förenas i den kristna läran transcendens och immanens, som återspeglas i människans person. 
Denna uppfattning har haft en enormt inflytande på både religion, filosofi och samhällssyn som vida övergår gränserna för den kristna kyrkan. Inom filosofin kan man till exempel nämna de judiska filosoferna Martin Buber och Emmanuel Lévinas som båda har utforskat mysteriet med Guds inneboende i människan och människans öppning ut mot det oändliga, alltså hennes transcendens. 